# Lucien Gaudin
Lucien Alphonse Paul Gaudin (Arras, 27 settembre 1886 – Parigi, 23 settembre 1934) è stato uno schermidore francese, vincitore di quattro medaglie d'oro e di due d'argento nella scherma ai giochi olimpici.

## Biografia
È considerato il miglior rappresentante della scherma francese nel periodo pre-bellico. Mancino, era in grado di competere sia nella specialità del fioretto, che nella spada; fu il secondo schermidore, dopo il cubano Ramón Fonst, a vincere la medaglia d'oro olimpica in entrambe le specialità (1928).
In Italia divenne celebre quando nel 1922, in una esibizione a Parigi, batté il grande campione livornese Aldo Nadi.
Gaudin nella vita svolse il mestiere di bancario. Nel 1933, a seguito di una serie di investimenti sbagliati, cadde in una forte depressione. Morì nella sua casa parigina il 23 settembre 1934, dopo avere ingerito una forte dose di barbiturici.
Di lui il campione livornese e maestro Aldo Nadi scrisse:

## Palmarès
In carriera ha ottenuto i seguenti risultati:
- Giochi olimpici:

Anversa 1920: argento nel fioretto a squadre.
Parigi 1924: oro nel fioretto a squadre e nella spada a squadre.
Amsterdam 1928: oro nel fioretto individuale e nella spada individuale ed argento nel fioretto a squadre.
- Mondiali di scherma

Parigi 1921: oro nella spada individuale.